# キンデルダイク
キンデルダイク (蘭: Kinderdijk) は、オランダの南ホラント州 ニーウ・レッケルラント基礎自治体内の地区である。ロッテルダムの南東約 13 km の位置にあり、レク川とノールト川に挟まれた地区である。ここの風車網は1997年に「キンデルダイク＝エルスハウトの風車網」としてユネスコの世界遺産に登録されている。
アルブラセルワールト干拓地の排水を行うために、1740年代に19台の風車が建設された。この風車網は、オランダ国内で最大規模のものである。また、オランダの観光地の中で最もよく知られた場所のひとつである。
1855年に日本の咸臨丸が建造され、近くの軍港ヘレフートスライスで艤装後に99日間かけて日本に回航され、1857年9月21日長崎に到着した。

## 歴史
キンデルダイクは風車網で有名である。国土の 1/4 程度が海面よりも低いオランダにおいて、排水システムは最も重要な問題であり、その国土で生活するためには欠かすことができない。アルブラセルワールト地方では、13世紀から排水の問題が発生していた。オランダ人は、干拓地に過度の水が入らないように大規模な運河を掘ってきた。これらの運河のことをオランダ語で、"watergang"と呼ぶ。
運河の建設はオランダ全土に及んだが、この方法はほんの短い期間しか有効でなかった。建築物の存在が地盤沈下をもたらし、同時に、川の水面も再び上昇し始めた。ポルダー内の水面を維持するための新たな方法が求められた。オランダ人は風車網を建設し、水面がある一定の高さに到達した際に風車のポンプを利用することで水面の維持を図った。また、ポンプによって川に排水された水は再利用が可能となった。
とはいえ、人間の力では水面を完全にコントロールすることは不可能であり、オランダは過去に深刻な洪水の被害を何度も受けている。

## 登録基準
この世界遺産は世界遺産登録基準のうち、以下の条件を満たし、登録された（以下の基準は世界遺産センター公表の登録基準からの翻訳、引用である）。
- (1) 人類の創造的才能を表現する傑作。
- (2) ある期間を通じてまたはある文化圏において、建築、技術、記念碑的芸術、都市計画、景観デザインの発展に関し、人類の価値の重要な交流を示すもの。
- (4) 人類の歴史上重要な時代を例証する建築様式、建築物群、技術の集積または景観の優れた例。

## 交通機関
道路
高速道路 A15 Alblasserdam インターチェンジが至近。
鉄道
自治体内に鉄道路線、駅は存在しない。
バス
Molenkade バス停へ、ロッテルダム メトロ Zuidplein 駅から90系統バス（ユトレヒト中央駅行き）で約40分。ユトレヒト中央駅から90系統バス（ロッテルダム Zuidplein 行き）で約1時間20分。1時間に1本運行されている。
船
ロッテルダムより1日に1 - 2本、定期観光船が出ている。キンデルダイク滞在時間は1時間で自由に観光できる。また、定期船を乗り継いで行くことも可能。